# NGC 6111
NGC 6111 (другие обозначения — MCG 11-20-7, ZWG 320.14, PGC 57579) — галактика в созвездии Дракон.
Этот объект входит в число перечисленных в оригинальной редакции «Нового общего каталога».